# 전후 경제호황

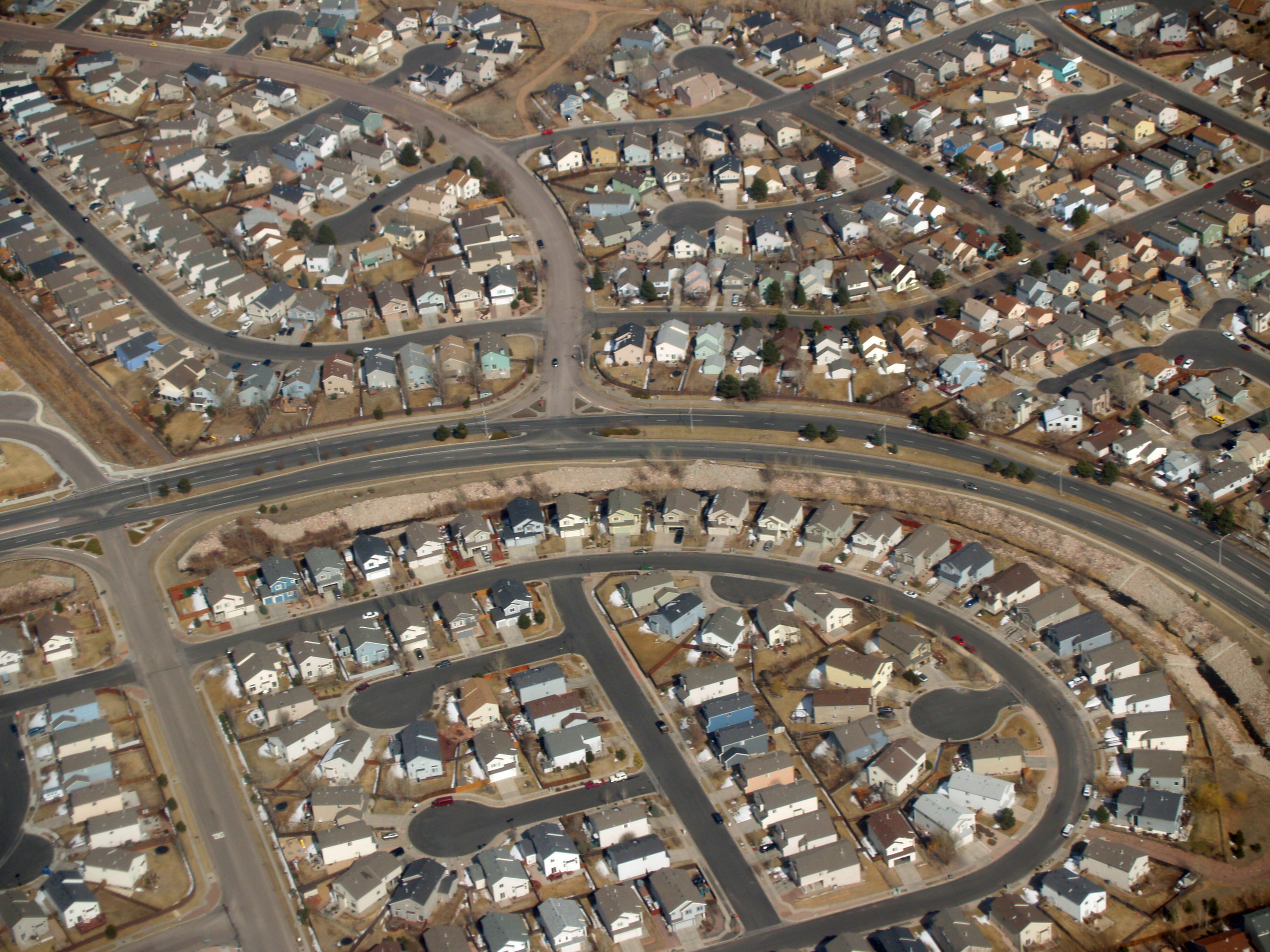
미국을 비롯한 많은 나라에서 호황은 부동산 난개발로 인한 스프롤 현상을 야기했다.

전후 경제호황(영어: postwar economic boom), 또는 장기호황(영어: long boom), 자본주의 황금기(영어: golden age of capitalism)란 제2차 세계대전 종전부터 시작하여 1973년-1975년 불황으로 끝난 전세계적 호황기다. 특히 미국, 소련, 서유럽, 동아시아의 국가들이 빠르고 또 지속성 있는 경제성장을 이루었으며, 완전고용도 달성되었다. 초기 예상과 달리 전쟁으로 쑥밭이 되었던 나라들(일본, 대한민국, 서독과 오스트리아, 프랑스, 이탈리아, 그리스 등)에서도 경제성장률은 높게 나타났기 때문에 이 나라들의 부흥 겸 경제팽창을 "기적"이라고도 한다(예: 라인강의 기적, 한강의 기적).